# Awtandil Gogoliszwili
Awtandil Gogoliszwili (gruz. ავთანდილ გოგოლიშვილი; ur. 26 stycznia 1964) – radziecki i od 1991 roku gruziński zapaśnik walczący w stylu wolnym. Olimpijczyk z Atlanty 1996, gdzie zajął dziesiąte miejsce w kategorii 82 kg.
Czwarty na mistrzostwach świata w 1990. Siódmy na mistrzostwach Europy w 1996 roku.